# دومنیکو دیستیلو
دومنیکو دیستیلو (انگلیسی: Domenico Distilo؛ زادهٔ ۲۵ دسامبر ۱۹۷۸) یک کارگردان اهل ایتالیا است. وی از سال ۲۰۰۱ میلادی تاکنون مشغول فعالیت بوده‌است. 